# 北川博敏の代打逆転サヨナラ満塁優勝決定本塁打
- 大阪近鉄バファローズ > 北川博敏の代打逆転サヨナラ満塁優勝決定本塁打
- 北川博敏 > 北川博敏の代打逆転サヨナラ満塁優勝決定本塁打

北川博敏の代打逆転サヨナラ満塁優勝決定本塁打（きたがわひろとしのだいだぎゃくてんサヨナラまんるいゆうしょうけっていほんるいだ）では、2001年9月26日に大阪ドームで行われたプロ野球 (NPB) パシフィック・リーグ（以下「パ・リーグ」）の大阪近鉄バファローズ（以下「近鉄」）対オリックス・ブルーウェーブ（以下「オリックス」）第26回戦の試合内容、およびこの試合で近鉄の打者・北川博敏が9回裏に打ったサヨナラ満塁本塁打について取り上げる。
北川による、近鉄の12年ぶりの優勝が決定したNPB史上唯一（2025年時点）となる釣銭無しかつ優勝決定の代打逆転サヨナラ満塁本塁打という劇的な一撃は、2010年に12球団の選手・監督・コーチが選ぶ「最高の試合」第2位、「名勝負・名場面」第2位に選出された。

## 試合に至るまでの経緯

### 2001年シーズン開幕から近鉄の優勝マジック点灯まで
2001年シーズンの開幕前、就任2年目の梨田監督は阪神との間で大型トレードを行い、トレードで近鉄に入団した選手の中には捕手の北川博敏が含まれていた。北川は打てる捕手として評価が高かったが、阪神時代は公式戦では本塁打は打てず、当時の監督であった野村克也からは、「捕手としては論外」と言われる始末であった。2001年に近鉄に移籍した北川は、プロ初ホームランを記録するなど、捕手以外に代打での出場機会を増やすこととなる。
6月に14勝8敗と勝ち越して首位戦線に踏みとどまるものの、前年に2連覇を果たしたダイエー・西武・オリックスとの混戦状態が続いた。8月に入るとオリックスが優勝争いから脱落し三強の争いが続いたが、9月に大きく勝ち越した近鉄が9月17日の対西武25回戦（大阪ドーム）に勝利したことによって首位に立つ。続いて9月18日の対西武26回戦（大阪ドーム）で連勝したことによってマジック6が点灯。

### 2001年9月24日 近鉄-西武28回戦
マジック6が点灯した後も近鉄は西武や日本ハムに勝利し連勝を続ける。
2001年9月24日、対西武28回戦が大阪ドームで行われた。
9回裏開始時点で先攻の西武が6点、後攻の近鉄が4点であり、近鉄2点ビハインドの状況であった（西6-4近）。
9回裏の近鉄の攻撃、この回先頭の北川博敏（的山哲也の代打）が西武の投手・松坂大輔からソロ本塁打を放ち、西武に対して1点差に追いつく（西6-5近）。
2人目の大村直之がショートゴロにとられ1アウト、3人目の水口栄二がフルカウント（2ストライク3ボール）から四球により出塁、4人目のタフィ・ローズがフルカウントから三振で2アウト、この時点で2アウト1塁の状況となる。
| S○○ B○○○ O●● | 0ストライク-0ボール 2アウト |

| \| ◆ \| \| \| ◆ \| ◆ \| \| ▼ \| \| | 二塁:(なし) | 二塁:(なし) |
| \| ◆ \| \| \| ◆ \| ◆ \| \| ▼ \| \| | 三塁:(なし) | 一塁:水口   |
| ◆                                  |             |             |
| ◆                                  | ◆           |             |
| ▼                                  |             |             |

| ◆ |   |
| ◆ | ◆ |
| ▼ |   |

5人目の打者である中村紀洋が0ストライク2ボールの後に右中間への本塁打を放ち、これが「西武 6 対 7 近鉄」の逆転サヨナラ2ラン本塁打となった。
|      | 1 | 2 | 3 | 4 | 5 | 6 | 7 | 8 | 9  | R | H  | E |
| ---- | - | - | - | - | - | - | - | - | -- | - | -- | - |
| 西武 | 0 | 0 | 3 | 0 | 1 | 0 | 0 | 1 | 1  | 6 | 11 | 0 |
| 近鉄 | 0 | 0 | 0 | 2 | 1 | 1 | 0 | 0 | 3X | 7 | 8  | 0 |

この試合のサヨナラ勝ちにより近鉄の優勝マジックが1となり、9月26日の対オリックス26回戦に勝利すれば優勝する状況となった。

## 近鉄-オリックス26回戦

### 9回表までの試合経過
9月26日、近鉄は本拠地の大阪ドームで対オリックス26回戦（対オリックス最終戦）を迎えた。後攻の近鉄が1回裏に1点先制したが、5回表までの吉岡雄二による2失策もあり、先発のショーン・バーグマンが4失点する。オリックスの先発は国立大学出身の新人北川智規であり、仰木彬監督から「お前の投球を大観衆に見せて驚かせてこい」と言われて送り出された。結局北川は7回途中まで2失点と好投し、勝ち投手の権利を得たまま降板する。近鉄は7回裏に川口憲史のソロ本塁打で反撃するも、オリックス側は8回途中から守護神として大久保勝信をマウンドに送り、9回表には近鉄投手・岡本晃がオリックス打者・相川良太にソロ本塁打を打たれる。9回表終了時点でのスコアは2対5とオリックスに3点をリードされている中で、近鉄は9回裏の攻撃に入る。
|            | 1 | 2 | 3 | 4 | 5 | 6 | 7 | 8 | 9 | R | H | E |
| ---------- | - | - | - | - | - | - | - | - | - | - | - | - |
| オリックス | 0 | 0 | 0 | 3 | 1 | 0 | 0 | 0 | 1 | 5 | 8 | 0 |
| 近鉄       | 1 | 0 | 0 | 0 | 0 | 0 | 1 | 0 | - | 2 | 8 | 2 |

### 9回裏（近鉄の攻撃）

#### 吉岡雄二
この回先頭の6番吉岡雄二が9回裏攻撃の最初の打者としてバッターボックスに立つ。
1球目はボール、2球目でレフト前ヒットを放ち1塁へ出塁する。この試合で2失策をしていた吉岡であるが、このヒットが満塁サヨナラ本塁打の口火を切ることとなる。
| \| ◆ \| \| \| ◆ \| ◆ \| \| ▼ \| \| | 二塁:(なし) | 二塁:(なし) |
| \| ◆ \| \| \| ◆ \| ◆ \| \| ▼ \| \| | 三塁:(なし) | 一塁:吉岡   |
| ◆                                  |             |             |
| ◆                                  | ◆           |             |
| ▼                                  |             |             |

#### 川口憲史
次の打者は7回に本塁打で1点を入れていた7番川口憲史であった。
1球目はストライク、2球目は一塁線をやぶる二塁打を放ち、出塁。
ノーアウト2塁3塁となる。
| \| ◆ \| \| \| ◆ \| ◆ \| \| ▼ \| \| | 二塁:川口 | 二塁:川口   |
| \| ◆ \| \| \| ◆ \| ◆ \| \| ▼ \| \| | 三塁:吉岡 | 一塁:(なし) |
| ◆                                  |           |             |
| ◆                                  | ◆         |             |
| ▼                                  |           |             |

#### 益田大介
川口に次ぐ打者は、8番ショーン・ギルバートの代打・益田大介である。
1球目・2球目はボール、3球目はストライク、4球目はボール。
| S●○ B●●● O○○ | 1ストライク-3ボール 0アウト |

オリックス投手・大久保の投げた5球目のフォークボールがワンバウンドし、近鉄に四球を与えることとなる。
これにより、近鉄はノーアウト満塁の大チャンスを迎える。
| \| ◆ \| \| \| ◆ \| ◆ \| \| ▼ \| \| | 二塁:川口 | 二塁:川口 |
| \| ◆ \| \| \| ◆ \| ◆ \| \| ▼ \| \| | 三塁:吉岡 | 一塁:益田 |
| ◆                                  |           |           |
| ◆                                  | ◆         |           |
| ▼                                  |           |           |

#### 北川博敏
ノーアウト満塁のチャンスの中、9番古久保健二の代打として北川博敏が告げられる。2日前に行われた対西武28回戦で、中村紀洋の逆転サヨナラ2ラン本塁打につながるソロ本塁打を打っていた北川には大きな期待が寄せられることとなる。
1球目はストライク。
| S●○ B○○○ O○○ | 1ストライク-0ボール 0アウト |

| \| ◆ \| \| \| ◆ \| ◆ \| \| ▼ \| \| | 二塁:川口 | 二塁:川口 |
| \| ◆ \| \| \| ◆ \| ◆ \| \| ▼ \| \| | 三塁:吉岡 | 一塁:益田 |
| ◆                                  |           |           |
| ◆                                  | ◆         |           |
| ▼                                  |           |           |

| ◆ |   |
| ◆ | ◆ |
| ▼ |   |

2球目は北川の打った球がライト方向へのファウルとなり、2ストライク。
| S●● B○○○ O○○ | 2ストライク-0ボール 0アウト |

| \| ◆ \| \| \| ◆ \| ◆ \| \| ▼ \| \| | 二塁:川口 | 二塁:川口 |
| \| ◆ \| \| \| ◆ \| ◆ \| \| ▼ \| \| | 三塁:吉岡 | 一塁:益田 |
| ◆                                  |           |           |
| ◆                                  | ◆         |           |
| ▼                                  |           |           |

| ◆ |   |
| ◆ | ◆ |
| ▼ |   |

3球目はボール。
| S●● B●○○ O○○ | 2ストライク-1ボール 0アウト |

| \| ◆ \| \| \| ◆ \| ◆ \| \| ▼ \| \| | 二塁:川口 | 二塁:川口 |
| \| ◆ \| \| \| ◆ \| ◆ \| \| ▼ \| \| | 三塁:吉岡 | 一塁:益田 |
| ◆                                  |           |           |
| ◆                                  | ◆         |           |
| ▼                                  |           |           |

| ◆ |   |
| ◆ | ◆ |
| ▼ |   |

4球目、大久保が投げたスライダーを、大きく振りかぶった北川がバットでとらえる。
打ち返した打球は左中間を飛んでバックスクリーン左横のレフトスタンド下段席に飛び込み、「オリックス 5 対 6 近鉄」の逆転サヨナラ勝ち満塁本塁打となった。
|            | 1 | 2 | 3 | 4 | 5 | 6 | 7 | 8 | 9  | R | H  | E |
| ---------- | - | - | - | - | - | - | - | - | -- | - | -- | - |
| オリックス | 0 | 0 | 0 | 3 | 1 | 0 | 0 | 0 | 1  | 5 | 8  | 0 |
| 近鉄       | 1 | 0 | 0 | 0 | 0 | 0 | 1 | 0 | 4X | 6 | 11 | 2 |

1. オ：北川智（6 2/3回）、嘉勢（1/3回）、大久保（1 0/3回）
2. 近：バーグマン（4 2/3回）、関口（0/3回）、愛敬（2 1/3回）、岡本（1 1/3回）、大塚（1/3回）
3. 勝利：大塚（2勝5敗25S）
4. 敗戦：大久保（7勝4敗14S）
5. 本塁打
オ：相川2号（9回ソロ・岡本）
近：川口18号（7回ソロ・北川智）、北川6号（9回裏満塁・大久保）
6. 審判
［球審］佐藤 一塁丹波 二塁永見 三塁前田

北川のサヨナラ本塁打により、近鉄の12年ぶりの優勝が決定。2025年時点で日米プロ野球史上唯一となる釣銭無しかつ優勝決定の代打逆転サヨナラ満塁本塁打という野球史に残る歴史的な一撃となった。

## 反応

### 北川本人による証言
9回裏で益田が四球を選び満塁となった場面について、北川は「塁が詰まると引っかけてゲッツーが多いから」という理由から「益田さんが四球を選んで満塁となって困ったなぁと思いました」とコメントしている。打席に立つ場面で真弓明信打撃コーチから「思いきりいけばいい」と言われ、北川は「これで気持ちは楽になった」と語っている。
北川は満塁となった状況、さらには元々7回裏の古久保の打順で代打に送られる予定が川口の本塁打で変更になったというタイミングもあり、「初球のど真ん中の直球にまったく動けなかった」と語る。そしてカウント0ボール2ストライクからの3球目を見送ったところで「球の見極めはできていると確信し、これで地に足がつきましたね」とコメントしている。
サヨナラ優勝決定本塁打となる4球目について北川は「（大久保の手から）球が離れた瞬間、これはと感じて素直に振りぬいた」「打った瞬間、野手の間は抜けると思ったが、本塁打になるとは思ってなかった」と語った。サヨナラ本塁打を打たれた大久保は4球目について「真っ直ぐ狙いのような気がした。スライダーで打ち取ろうと思った」として投じたと語っている。

### 梨田・近鉄監督の証言
9回裏無死満塁の場面、梨田・近鉄監督は「アイツしかいない。今年のアイツは何かをやる」と考え、古久保の代打として北川を打席に送ることを決めたと言う。
打った側と打たれた側の梨田監督と仰木彬監督はその年のオフ、両チームの監督としてリーグ優勝の経験がある西本幸雄を交えて対談しており、この時の状況について仰木監督は「オリックスの勝ちペースで今日は梨田の胴上げを見ずに済む」と考えていたが、「8回から雲行きがおかしくなった」として、「9回に満塁になった時はもう完全に予測できるくらい（笑）」とコメントしている。また試合前には「おめでとう、胴上げされても泣くなよ」と梨田監督に言っており、梨田監督も「今日は勝たせてくれるのかな」と思ったとしているが、仰木監督は「心情的にはあったかもしれないけど、最後は本気になって勝ちにいった」とコメントしている。一方の梨田監督は「『北川にホームランが出たら代打逆転サヨナラ満塁本塁打で優勝だな』という気持ちがほんのちょっとあった」としつつ、「大部分は『頼むからダブルプレーだけは勘弁してくれ』という気持ちだった」としている。西本はこの試合をスタンドで仕事として観戦しており「あんな絵に描いたような奇跡は起こるわけがないと思ってた」とコメント、また北川の起用については「何度かサヨナラ打を打っているラッキーボーイ的存在で、いい人選だった」としている。

### 「最高の試合」「名場面・名勝負」としての評価
2010年に日本野球機構が12球団の選手・監督・コーチにアンケートを取り「最高の試合」と「名場面・名勝負」を選んだ際、この時の試合が得票数で「最高の試合」2位、「名勝負・名場面」2位に選ばれた。打った北川のみならず、打たれた大久保や、北川を代打に出された古久保も、この場面に投票している。

## エピソード

### 近鉄の最後の優勝
劇的な優勝劇から3年後の2004年に近鉄球団はオリックス球団への吸収合併が決定し、同年シーズンをもって消滅した(詳しくはプロ野球再編問題 (2004年)を参照)。そのため、代打逆転サヨナラ満塁優勝決定本塁打による2001年の優勝が、近鉄にとっては最後の優勝となった。
球団にとって結果的に最後の日本シリーズとなる2001年の日本シリーズに進出した近鉄は、セ・リーグを制したヤクルトに4勝1敗で敗れた為、日本一の悲願を達成することは最後まで叶わなかった。
ただし、親会社は異なるが、近鉄からバファローズの球団愛称を引き継いだオリックス・バファローズが2022年の日本シリーズで日本一になったことにより、近鉄時代には叶わなかった「バファローズ」球団史上初の日本一が達成された。対戦相手は奇しくも近鉄最後の日本シリーズで戦ったヤクルトだった。

### 近鉄とオリックスの監督について
この試合の勝利で胴上げされた梨田昌孝近鉄監督は、近鉄選手として1979年と1980年に優勝を経験している。梨田は選手・監督の両方で近鉄の優勝を経験した唯一の人物である。
また、梨田監督の胴上げを見守ることになったオリックス側の監督である仰木彬自身も、1988年から1992年まで近鉄の監督を務めていた。近鉄一筋で活躍した梨田は仰木監督時代の近鉄で現役最終年を迎えている。仰木は梨田が引退した翌1989年に監督として近鉄を優勝に導いている。

### 日本プロ野球における代打逆転満塁サヨナラ本塁打
日本のプロ野球において2022年現在、代打逆転満塁サヨナラ本塁打は8回出ている。
| 達成日         | 打者       | 所属球団   | スコア | 対戦球団   | 開催球場               | 備考 |
| -------------- | ---------- | ---------- | ------ | ---------- | ---------------------- | --- |
| 1956年3月25日  | 樋笠一夫   | 巨人       | 4－3   | 中日       | 後楽園球場             | |
| 1956年6月24日  | 藤村富美男 | 阪神       | 4－1   | 広島       | 阪神甲子園球場         | 選手兼任監督による例としては唯一                                                                             |
| 1971年5月20日  | 広野功     | 巨人       | 7－5   | ヤクルト   | 福井県営球場           | |
| 1984年6月11日  | 柳原隆弘   | 近鉄       | 5－2   | 南海       | 藤井寺球場             | |
| 1988年6月18日  | 藤田浩雅   | 阪急       | 10－7  | 南海       | 阪急西宮球場           | |
| 2001年9月26日  | 北川博敏   | 近鉄       | 6－5   | オリックス | 大阪ドーム             | 優勝決定打の例としては唯一                                                                                   |
| 2001年9月30日  | 藤井康雄   | オリックス | 7－6   | ロッテ     | グリーンスタジアム神戸 | 9回裏二死からの例として唯一                                                                                  |
| 2011年10月22日 | 長野久義   | 巨人       | 5－2   | 横浜       | 東京ドーム             | 巨人のシーズン最終戦であり、横浜ベイスターズ改称前の最終戦。内海哲也が勝利投手となり、最多勝のタイトルを獲得 |

8回の代打逆転満塁サヨナラ本塁打のうち、お釣り無し、つまり本塁打でちょうど1点だけ勝ち越した例は、樋笠一夫（1956年）、北川博敏（2001年）、藤井康雄（2001年）の3回のみである。